# Electrecord
Az Electrecord bukaresti hanglemezház (szerkesztőség, kiadó és lemezgyár). 1933-ban alapították, első termékeit 1934-ben bocsátotta ki.

## Története
Az 1989-es romániai forradalom után számos új zenei kiadó alakult, az Electrecord piaci részesedése fokozatosan csökkent, de ma is működik, akik régebben vele dolgoztak, most is általa adják ki műveiket. A kiadó régebbi gyenge minőségű felvételeit kivonta a forgalomból, s régebbi LP rögzített felvételeinek újrakevert változatait adta közre.

## Magyar vonatkozású kiadványai
Az államosítás (1948) után kezdett magyar könnyű- és népzenei lemezeket is kiadni. Külön nemzetiségi szerkesztősége nem volt, de gyümölcsöző együttműködést alakított ki magyar művelődési szervekkel és szakemberekkel, elsőként a Román rádió kolozsvári és marosvásárhelyi stúdiójával s azok zenei és irodalmi szerkesztőivel, Porzsolt Viktorral, Muzsnay Magdával és Borbély Zoltánnal, akik sok magyar lemez hangfelvételét gondozták. Az óvodásoknak és kisiskolásoknak szánt irodalmi lemezeket a bukaresti tankönyvkiadó munkatársa, Rózsa Mária szerkesztette, s tevékeny részt vett a legkülönbözőbb természetű magyar lemezek szerkesztésében Reinhart Erzsébet, a Művelődési és Szocialista Nevelési Tanács nemzetiségi irodájának munkatársa mint a cég dolgozói tanácsának tagja.
Az Electrecord magyar népdallemezeit a kritika hosszú ideig nem méltatta figyelemre, vagy "kommersz" jelzővel illette, mert a népdalt nótával keverve, többnyire stílusidegen előadásban terjesztették. Magyar könnyűzenében is sokáig a szórakoztató közhely jellemezte a repertoárt. 1972-ben A Hét széles körű közvélemény-kutatást végzett a magyar nemzetiségi lemezigények fölmérésére, s ezt követően az Electrecord készséggel vállalta az igények kielégítését. Részben e "lemezakció" sikerének tulajdonítható az 1973-as termésben tapasztalt mennyiségi és minőségi előrelépés. A Maros Népi Együttes számára Birtalan József, Csíky Boldizsár, Márkos Albert, Szabó Csaba, Winkler Albert, Zoltán Aladár feldolgozta formában szólaltatja meg anyagát, többek közt Cseh Judit, Gagyi Réka, Győri Klára, Juhász Ilona, Kelemen Tekla, Kerestély László, Kovács András, Mezei Erzsébet, Nemes Sándor, Panek Kati, Rácz Béla, Rácz Udvari Magda, Selmeczi Marcella, Tóth Erzsébet, Veress Árpád, Veress Zoltán interpretációjában. Halmágyi Gizella és Halmágyi Mihály önmagukat kísérve jelennek meg a Gyimesi lakodalmas c. lemezen. A népdalanyagból gyermek- és női karra feldolgozva is közöl egy lemeznyit a kiadó Birtalan József vezénylésével (Énekeljünk, énekeljünk). A táncház anyagából is válogathat a lemezgyűjtő. Elekes Emőke, Kelemen László, Kodoba Márton, Papp István Gázsa, Sipos Zoltán, Szalay Zoltán, Szép Gyula, Szőts Dániel, valamint a Barozda, Bodzafa, Búgócsiga, Camerata Transylvanica, Garabonciás, Ördögszekér, Regösök s a Venyige elnevezésű együttesek előadásából ismerjük meg Gagy, Kalotaszeg, Kis-Küküllő, Korond, Magyarszovát, Mezőség, Ördöngösfüzes, Szék, Szenterzsébet, Udvarhely, Válaszút és más tájak-helységek népzenéjét-néptáncát. Ezekből a forrásokból merítettek a Maros-Együttes keretében előadott táncfeldolgozások is (így a Szivárvány havasán).
1973 legsikeresebb, utóbb sorozatindítónak bizonyult lemezén, a többször is újra kiadott Fagyöngyön Illyés Kinga modern romániai magyar költészetet csángó népdalokkal és balladákkal társítva szólaltatott meg.
Ezt követő magyar verslemezek: Petőfi a hídon (1974, Banner Zoltán), A kor falára (1975, Kovács György versműsora), Ady (1976, Varga Vilmos), Szilágyi Domokos: Lírai oratórium (1977, Illyés Kinga), Mondj igazat! (1977, Boér Ferenc versműsora a Korunk költészetéből), Rejtelmek ha zengenek (1978, Ádám Erzsébet József Attila-lemeze), Székely János: Dózsa (1978, Nemes Levente), Vadrózsa (1979, Ádám Erzsébet népballada-műsora), Kék virág (1979, Eminescu-versek Kiss-Törék Ildikó és Varga Vilmos előadásában), Ha egyszer hangod támad (1979, Horváth Imre versei a költő és Banner Zoltán előadásában), György Dénes szavalóművész egyéni lemeze (1979).  Vallomások címmel Muzsnay Magda szerkesztett hanglemezt Kós Károly hangját őrző hangszalagokból (1979). Az Electrecord magyar meselemezein kiváló színművészek és rádióbemondók szólaltatták meg Benedek Elek és Ion Creangă remekeit, valamint magyar népmeséket. Eddig egy 17 cm-es lemezt gondozott a Napsugár szerkesztősége, amelyen Kányádi Sándor maga olvas föl gyermekverseiből (1977). További verslemezek: Szilágyi Domokos: Egyenes beszéd, Mátray László előadásában, Bulyovszky Loránd zenéjével), Lucian Blaga, Dsida Jenő, Hervay Gizella, Jánky Béla, Eugen Jebeleanu, Jeszenyin,Kányádi Sándor, Lászlóffy Aladár, Majtényi Erik, Molnos Lajos, Marin Sorescu, Tamkó Sirató Károly, Weöres Sándor versei Balló Zoltán, Balló Zsuzsa, Balogh Éva, Ferencz Éva, Kovács György, Pásztor János, Péter János, Sigmond Júlia tolmácsolásában (Hangok emlékezete; Süss fel, nap).
A magyarul megjelentetett prózai anyagban egyetemes irodalmi értékekre találunk példát, ilyen lemez Antoine de Saint-Exupéry A kis herceg című regénye Illyés Kinga előadásában, Hencz József zenéjével. Népmeséket Huszár Irma, Márton János, Nemes Levente, Orosz Lujza, Széles Anna adott elő. A nyomtatásban megjelent szöveget szerencsésen egészíti ki Veress Zoltán két verses meséjének lemezváltozata (Tóbiás és Kelemen; Irgum-burgum Benedek).
Az Electrecord és az Kolozsvári Állami Magyar Opera együttműködése Kálmán Imre Marica grófnőjének keresztmetszet-fölvételével kezdődött (1969), 1973-ban Erkel-lemezzel folytatódott; majd a vezető énekművészek kollektív opera- és operettária-lemeze és Kónya Dénes egyéni nagylemeze jelent meg. A marosvásárhelyi népi együttes – amelynek kórusa az 1970-es  évektől a filharmónia keretébe tartozott – 1973 óta több nagylemezen örökítette meg Birtalan József, Csíky Boldizsár, Hencz József, Kozma Mátyás, Márkos Albert, Szabó Csaba, Winkler Zoltán és Zoltán Aladár népzene-földolgozásait. A Szolgáld a hazát! (1973) romániai magyar zeneszerzők hazafias kóruslíráját mutatta be.
Az 1970-es évek első felében a Román Televízió magyar szerkesztősége is fölzárkózott az Electrecord állandó munkatársai közé. Munkatársai, Boros Zoltán és a később hozzá csatlakozó Simonffy Katalin számos könnyű- és népzenei kiadvány hangfölvételét szerkesztették. A népzenekari kíséretes népdallemezek sorában Barabás Kásler Magda Csángó népdalok és Sziki lakodalmasok c. 17 cm-esei tűntek föl új minőségükkel (1974). Jelentős fordulatot jelentett a táncházlemez (1980). Kallós Zoltán Új guzsalyam mellett c. monográfiájának (1973) lemezmelléklete és a Demény Piroska szerkesztette Mezőségi hangszeres népzene (1978; mindkettő 17 cm-es) mint falusi közlők hiteles előadását megörökítő kiadvány az Almási István szerkesztésében a hat nagylemeznyi Romániai magyar népzenei antológia előzménye.
A könnyűzenében a megjelent kislemezek és két kollektív nagylemez, a Siculus '72 (1974) és a Zenés karaván (1977) e zenefaj stílus- és értékbeli sokféleségét illusztrálja; a skála a kommersz idiómától a folkig, más irányban a beatig vagy az irodalmi sanzon hagyományait folytató népszerű dalig terjed (utóbbi műfajban Boros Zoltán szerzeményei jelentősek). Önálló nagylemeze van az egy személyben szövegíró, zeneszerző és énekes színésznek, Kisfalussy Bálintnak, a beatben saját hangot talált nagyváradi Metropolnak (1978), valamint Józsa Erika és Horváth Károly (később további közreműködőkkel bővült) kettősének (Kettőspont, 1978), amely népzene-közelben fogant folkszámaival e műfaj hazai csúcsszintjét képviseli. A könnyűzenét népszerűsíti Boros Zoltán (Léptek a végtelen felé), Csutak István, Kerestély Zsolt, Kiss Éva s a Fancsali János vezette Consort lemeze.
Romániai magyar zeneszerzők alkotásából 1972-ben jelent meg először külön szimfonikus nagylemez. Azóta nemcsak a hazai zene külföldön is nagyra becsült legkiválóbbjai közé számító Oláh Tibor műveit, hanem Csíky Boldizsár, Demián Vilmos, Jodál Gábor, Kozma Mátyás, Márkos Albert, Szabó Csaba és Zoltán Aladár szimfonikus zenéjét is terjeszti az Electrecord. Barabás Kásler Magdával is készítettek egy dallemezt.
A műzenei műfajok közül Nicolae Bretan dalaiból ad elő Kónya Dénes László, Weiss Ferdinánd zongorakíséretével. Egy orgonalemez előadója Dávid István, öt lemezé Benedek Kálmán. Operaénekeseink Beethoven, Erkel Ferenc, Lehár Ferenc, Rossini, Verdi, Richard Wagner és mások műveiből áriákat tolmácsolnak, így Airizer Csaba, Csoma Mária, Fogel László, Kirkósa Júlia, Kovács Attila, Kriza Ágnes, Mester József, Rózsa-Vasiliu Anna, Simon Katalin, Szilágyi Ferenc, Vargha Piroska, Veress László.
Néhány további kis- vagy nagylemez teszi gazdagabbá a romániai magyar lemezkiadást: így a XVI-XVII. századi európai táncokat megszólaltató, Brandner Nóra vezette együttesé, a XVI-XVIII. századi erdélyi orgonazenét ismertető előadóké, Babrik Józsefé (Ej, haj, gyöngyvirág), Claude Romanóé, azaz George Sbârceáé, Terényi Edéé (Barokk rapszódia, Vivaldiana).
Karmestereink közül Aczél Ervint, Bács Lajost, Hary Bélát, Birtalan Józsefet, Szalman Lórántot foglalkoztatta az utóbbi másfél-két évtizedben a hanglemezgyár a Maros-Együttes karmesterei mellett. Színvonalának emeléséhez, sikereinek biztosításához szólistáink, kamaramuzsikusaink is hozzájárultak, többek közt Ágoston András, Botár Katalin, Hamza Gyula, Ruha István, Székely Attila. A zenetörténeti sorozatot szerencsésen egészíti ki az Óvodások lemeztára (Maxim Éva iskolai kórusa, valamint Illyés Kinga, Márton János, Nagy Katalin, Orosz Lujza és mások közreműködésével), a Kisiskolások lemeztára.
A bemutatott lemezanyagban rendezőként Kovács Ildikó, Borbély Zoltán, Boros Zoltán nevével találkozunk a lemezborítókon, grafikusként Aranyosi György, Balázs Imre, Deák Ferenc, Kazinczy Gábor szerepel. Borítólap-szöveget Anavi Ádám, Beke György, Brandner Nóra, Demény Piroska, László Ferenc, Lőrinczi László, Pávai István, Simonffy Katalin írt. Olykor maguk a szerzők mutatták be műveiket-költeményeiket, mint Demián Vilmos, Kányádi Sándor, Márkos Albert vagy Zoltán Aladár.